# Sputnik International
Sputnik International (pronunție în rusă [ˈsputnʲɪk]) este o agenție de știri, o platformă de site-uri de știri și un serviciu de radiodifuziune înființat de agenția de știri deținută de guvernul rus Rossiya Segodnya. Cu sediul central la Moscova, Sputnik are redacții regionale la: Washington, Cairo, Peking, Paris, Berlin, Londra și Edinburgh.
Sputnik se concentrează asupra politicii și economiei globale și este orientat către o audiență non-rusă.
Potrivit ziarului The New York Times, Sputnik se implică în dezinformare deliberată și a fost adesea descris ca un magazin de propagandă rusă. Angajații agenției Sputnik gestionează pagini și bloguri de socializare, care prezintă drept cetățeni din diferite țări și au achiziționat reclamă plătită ce menită să difuzeze conținut fals și înșelător, potrivit CNN Business.
Sputnik operează în prezent site-uri de știri, cu rapoarte și comentarii, în peste 30 de limbi, inclusiv: engleză, spaniolă, poloneză și sârbă. Paginile de internet găzduiesc, de asemenea, peste 800 de ore de materiale de radiodifuziune în fiecare zi, iar serviciul său de newswire funcționează în permanență.

## Istorie
RIA Novosti a fost agenția internațională de știri a Rusiei până în 2013 și continuă să fie numele unei agenții de știri interne de stat rusă, operată de stat. La 9 decembrie 2013, RIA Novosti a fost reorganizată într-o nouă agenție internațională rusă de știri – Rossiya Segodnya.
Sputnik International a fost lansată la 10 noiembrie 2014 de Rossiya Segodnya, o agenție deținută și operată de guvernul rus, care a fost creată printr-un ordin executiv al președintelui Rusiei la 9 decembrie 2013. Sputnik a înlocuit agenția de știri RIA Novosti și Vocea Rusiei (care a fost serviciul internațional de radiodifuziune radio al guvernului rus din 1993 până la 9 noiembrie 2014) pe scena internațională. Cu toate acestea, tot în Rusia, Rossiya Segodnya continuă să își opereze serviciul de știri în limba rusă, sub numele de RIA Novosti. Potrivit șefului său, Dmitry Kiselyov, Sputnik avea scopul de a „oferi interpretări alternative care, fără îndoială, sunt la cerere în întreaga lume”. Președintele Vladimir Putin, care a vizitat baza de la Moscova a unei rețele de televiziune RT în 2013, a declarat că obiectivul din spatele atât a viitoarei agenții Sputnik, cât și a RT-ului a fost „ruperea monopolului fluxurilor de informații globale anglo-saxone”.

## Servicii radio
Radio Sputnik este serviciul audio al platformei Sputnik care operează în 30 de limbi pe o perioadă de peste 800 de ore pe zi, acoperind peste 130 de orașe și 34 de țări de pe: FM, DAB/DAB+ (Radiodifuziune audio digitală), Radio HD, precum și telefoane mobile și Internet. De asemenea, este disponibil pe diverse transpondere de satelit, inclusiv un serviciu în limba engleză de 24 de ore, audibil în America de Nord prin satelitul Galaxy-19. Printre reprezentanții notabili de la Radio Sputnik se numără Max Keizer și Stacy Herbert, care prezintă show-ul săptămânal "Double Down".